# Řídicí systém
Řídicí systém, zkráceně ŘS, je programovatelné zařízení používané převážně v průmyslu, které ovládá nějaký technologický proces. Obvykle se jedná o systém z oboru regulační či automatizační techniky řízený pomocí různých prostředků z oblasti výpočetní techniky. Výhodou ŘS je úplná transparentnost řízení technologického zařízení kdy jsou zpravidla veškeré úkony operátora a hodnot veličin snímaných A/D převodníky ukládány na server/PC. Obsluhou ŘS je nejvíce kvitována možnost nastavení mezních hodnot sledovaných veličin s akustickou či grafickou signalizací při jejich překročení.
Energetická úspora takto ovládané technologie je pak poměrně významná, zvláště při zařazeni pokročilých technolog. zařízení jako jsou např. frekvenční měniče jež optimalizují výkon motorů aktuální potřebě snížením/zvýšením otáček.